# Вільям Коноллі
Вільям Коноллі (англ. William Conolly, 9 квітня 1662 — 30 жовтня 1729), також відомий як спікер Коноллі — відомий ірландський політик, комісаром прибутків Ірландії, юрист і землевласник, спікер Палати громад парламенту Ірландії.

## Життєпис

### Кар'єра
Вільям Коноллі народився в родині власника трактиру Патріка Коноллі в Баллішанноні, графство Донегол. Патрік Коноллі був уродженцем графства Монаган і належав до клану О'Конгалайх (ірл. — Ó Conghalaigh) з території, що колись нажела ірландському королівству Айргіалла (ірл. — Airgíalla). Патрік оселився в графстві Донегол, прийняв протестантську віру, перейшов до англіканської церкви. У нього було багато дітей, в тому числі: Вільям, Патрік, Х'ю, Фелім і Теді. Він відклав достатньо грошей, щоб відправити Вільяма до Дубліна вивчати право. Вільям Коноллі отримав юридичну освіту і став адвокатом в 1685 році у віці двадцяти трьох років.
Вільям Коноллі працював адвокатом у Дубліні. У 1694 році він одружився з Кетрін Конінгем — донькою генерала сера Альберта Конінгема. Конінгеми були ольстерською шотландською родиною, що походила з Маунтчарльза (вимовляється як «Маунт-чар-лісс»), що в графстві Донегол. Пізніше родина оселилася в замку Слейн у графстві Міт у 1780-х роках, де Конінгеми й досі проживають. У них не було дітей, і після смерті Кетрін у 1752 році маєтки успадкував Вільям Джеймс Коноллі, його племінник, син його брата Патріка.
Вільям Коноллі заробив свій капітал завдяки торгівлі конфіскованою в ірландців та католиків землею. Ця земля була конфіскована в ірландців та англо-ірландським католикам, що були прибічниками скинутого короля Англії, Шотландії та Ірландії Якова ІІ. Після перевороту — так званої «Славетної революції» почались так звані вільямітські або якобітські війни в 1688—1691 роках, в яких католики та ірландці (що були переважно католиками) підтримали Якова ІІ, а протестанти та англійці підтримали нового короля Вільгельма ІІІ Оранського. Яків ІІ програв і в Ірландії почались масові конфіскації земель та маєтків. Цим скористались авантюристи, що переподували конфісковані землі і стали скоробагатьками. Близько 600 000 ірландських акрів було конфісковано для продажу для оплати витрат на війну (еквівалентно 972 000 статутних акрів), майже 5 % площі Ірландії. Вільям Коноллі був найбільшим індивідуальним покупцем, зокрема купивши 3300 акрів у графстві Міт, які були призначені графу Альбемарл.
Вільям Коноллі побудував перший крилатий Палладіанський будинок в Ірландії — замок Кастелтаун-Хаус в Келбрідж, графство Кілдер. Будівництво почалось в 1722 році. Вільям Коноллі наказав, щоб кожна частина замку повинна бути зроблена з ірландських матеріалів. Його дублінський таунхаус знаходився на Кепел-стріт, тоді наймоднішій частині міста. Він також замовив будівлю колишньої митниці (нині на цьому місці стоїть готель «Кларенс») та будівлю ірландського парламенту, першу в світі будівлю, спеціально розроблену для двопалатного парламенту.
Вільям Коноллі був найважливішим із «гробарів» — керівників урядових справ у Палаті громад Ірландії на початку XVIII століття. Він був пов'язаний з поміркованою фракцією вігів і йому протистояла фракція Бродріка з Корка. Він був депутатом парламенту від округи Донегол з 1692 по 1703 рік, а потім від округи Деррі до своєї смерті в 1729 році. У 1703 і 1713 роках він також був обраний від Ньютауна Лімаваді, а в 1727 році від Баллішаннона, але кожного разу відмовлявся від депутатського мандату.
Він був спікером Палати громад Ірландії та комісаром прибутків Ірландії з 1715 року до своєї смерті в 1729 році. Його ім'я писалося «Коноллі», а не більш звичне Конноллі, що в кінцевому підсумку походить від ірландського прізвища і назви клану О'Конгайле (ірл. — O Conghaile). Після його смерті архієпископ Бултер оцінив прибутки Коноллі в 1729 році в 17 000 фунтів стерлінгів на рік, що на той час було величезною сумую. Його вдова Кетрін продовжувала жити в багатстві та розкошах в Каслтауні до своєї смерті в 1752 році. У 1740-х роках вона побудувала розкішні будинки «Чудовий Барн» і «Коноллі Фоллі». Потім їхні маєтки ненадовго перейшли до племінника Вільяма Коноллі — Вільяма Молодшого, а потім до його внучатого племінника Тома Коноллі, депутата парламенту, відомого як «Сквайр Том», який був одружений з леді Луїзі Коноллі. На його пам'ять назвали паб у Селбриджі «Бар спікера» (англ. — «The Speaker's Bar»). У Фірхаусі, Дублін, також є паб під назвою «Спікер Коноллі» (англ. — «The Speaker Conolly»), названий на його честь.

### Багатство
На момент смерті Вільям Коноллі вважався найбагатшою людиною в Ірландії. Його маєток площею 30 586 акрів у місці його народження в Баллішанноні, графство Донегал у 1718 році оцінили в 32 000 фунтів стерлінгів і 500 фунтів стерлінгів прибутків на рік. Його маєток площею 10 360 акрів у Ратфарнгемі, графство Дублін, у 1723 році оцінили в 62 000 фунтів стерлінгів. Його маєток площею 809 акрів Лейксліп, графство Кілдер у 1728 році разом з іншими об'єктами нерухомості в Дубліні оцінили в 12 000 фунтів стерлінгів. Його власність площею 2300 акрів у Селбріджі була куплена в 1709 році у Томаса Донгана, ІІ графа Лімерик. До своєї смерті він володів 148 487 акрами землі, що приносило прибуток 14 926 фунтів стерлінгів на рік. Резиденція Коноллі «Кліфф-Хаус» на березі річки Ерн між Белліком, графство Фермана і Баллішаннон, графство Донегал, була знесена в рамках схеми гідроелектрики Ерн, що побудувала гідроелектростанції Кліфф і Кетлінс Фолл. Кліфська гідроелектростанція була побудована на місці «Кліфф-Хаус» і введена в експлуатацію в 1950 році.

## Галерея

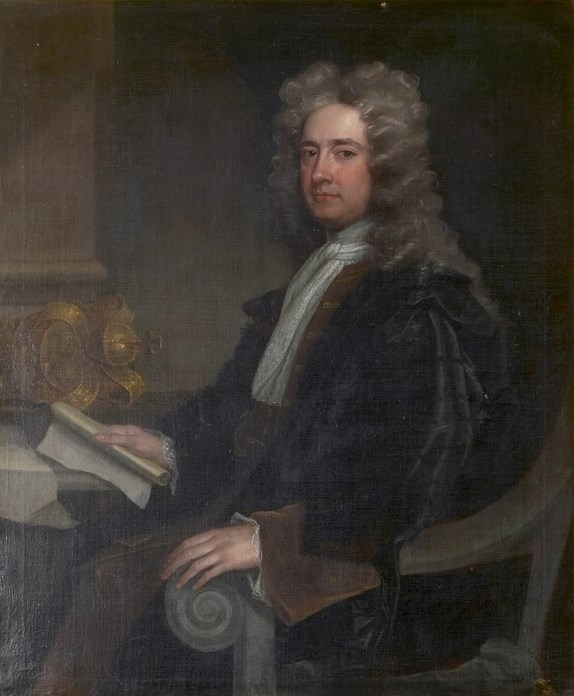
Вільям Коноллі.
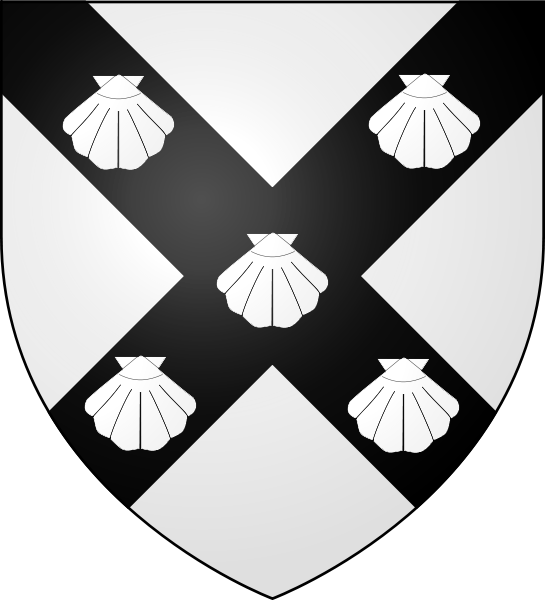
Герб Вільяма Коноллі та клану О'Конгалайх.
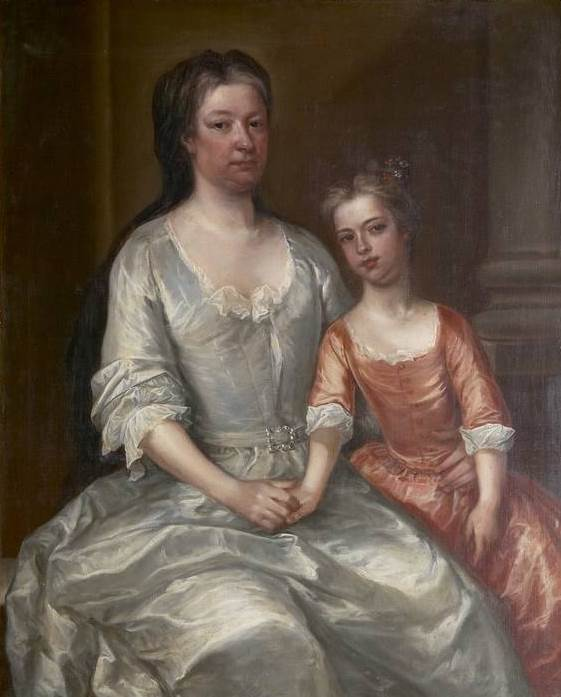
Кетрін Коноллі — дружина Вільяма Коноллі.
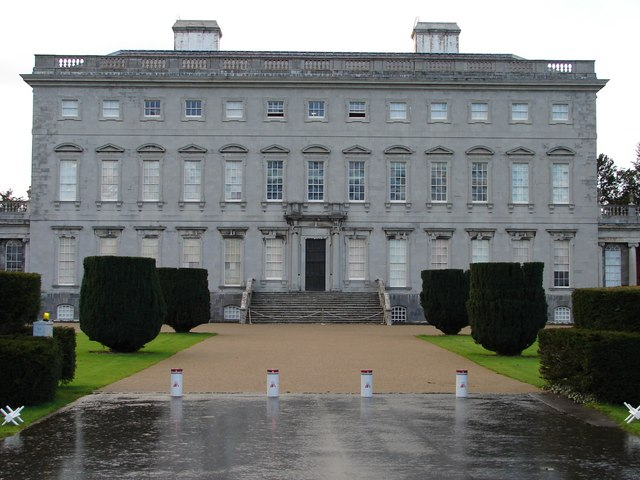
Кастелтаун-Хаус.
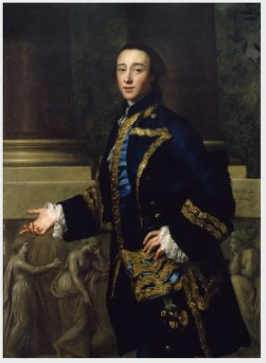
Томас Коноллі (1738—1803).